# Palacio Sacchetti

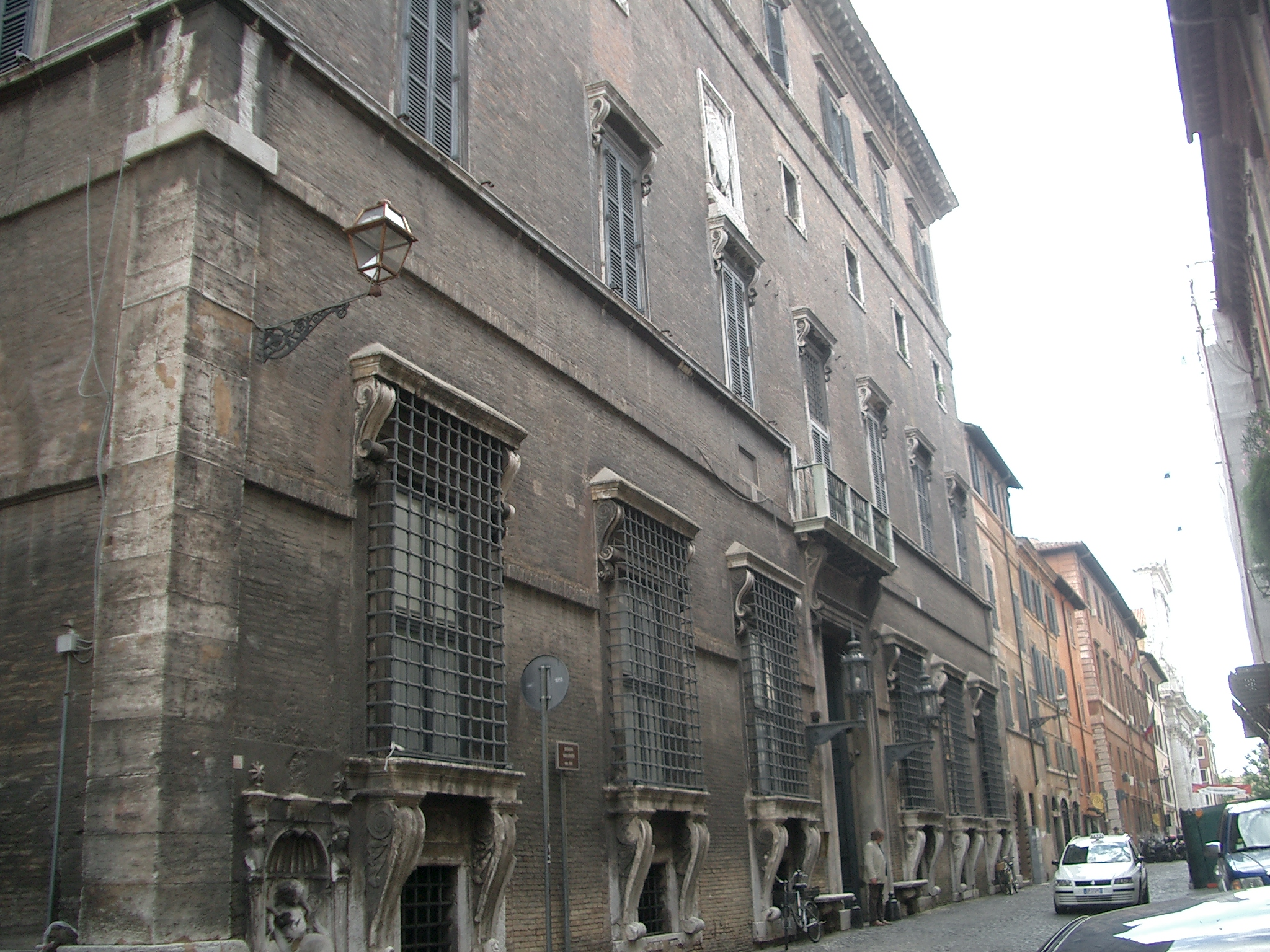
Vista de la via Giulia de Roma con el Palacio Sacchetti en primer término.

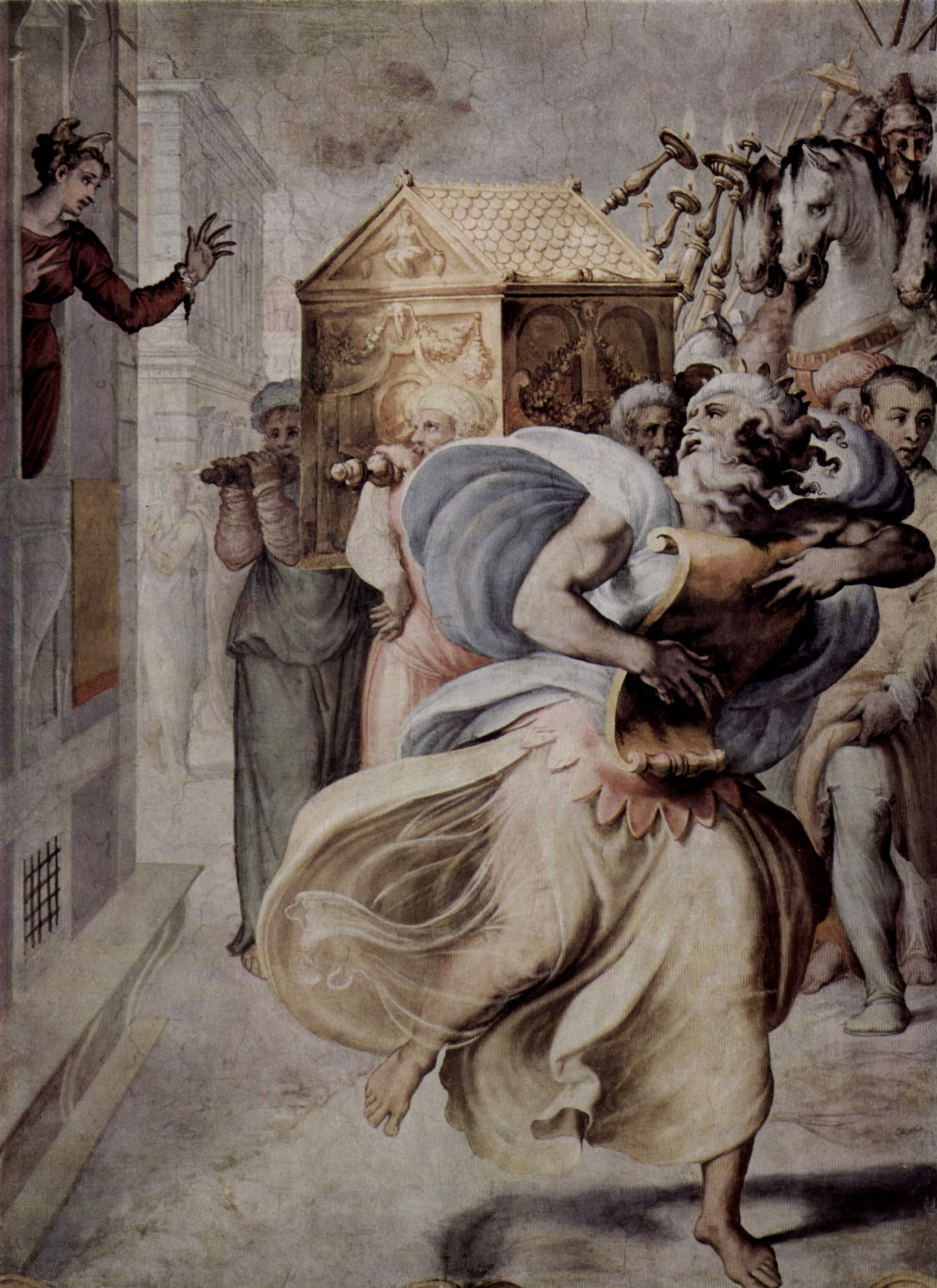
El rey David baila ante el Arca de la Alianza, fresco de Francesco Salviati en la Sala de Audiencias del palacio Sacchetti.

El Palazzo Sacchetti es un palacio renacentista de la ciudad de Roma.
Está situado en la Via Giulia y se construyó por orden del cardenal Ricci di Montepulciano. La inscripción de un balcón (Domus Antonii Sangallii Architecti - MDXLIII) ha hecho que el diseño de esta obra se atribuya generalmente a Antonio da Sangallo el Joven, pese a que las obras comenzaron en 1552, cuando el arquitecto ya había muerto. Quizá la inscripción se refiera al hecho de que el palacio se levantaba sobre el solar donde estaba la casa de Sangallo. Algunos historiadores atribuyen las trazas del edificio a Nanni di Baccio Bigio o a Annibale Lippi. El palacio fue propiedad de la familia Leodi y, posteriormente, de los Sacchetti, de los que recibe su nombre actual.
Aparte de su arquitectura, el palacio es importante por conservar valiosas pinturas manieristas, como los frescos del Salone dell'Udienza sobre la historia del rey David (obra de Francesco Salviati, 1553-1554) y otras pinturas en la galería debidas a Pietro da Cortona.